# Alan Crozier
Alan Crozier, född 23 maj 1953, är en irländsk-svensk översättare från svenska, danska och norska till engelska. Crozier är uppvuxen på Nordirland och är filosofie doktor i germansk filologi.

## Översättningar i urval
- Jonas Frykman; Orvar Löfgren. Culture Builders: A Historical Anthropology of Middle-Class Life. New Brunswick: Rutgers University Press, 1987.
- Carl Fehrman. Lund and Learning. Lund: Lund University Press, 1987 (utökade utgåvor 1995 och 2005).
- Eva Österberg; Dag Lindström. Crime and Social Control in Medieval and Early Moderns Swedish Towns. Uppsala: Almqvist & Wiksell, 1988.
- Eva Österberg. Mentalities and Other Realities: Essays in Medieval and Early Modern Scandinavian History. Lund: Lund University Press, 1991.
- Harald Gustafsson. Political Interaction in the Old Regime: Central Power and Local Society in the Eighteenth-Century Nordic States. Lund: Studentlitteratur, 1994.
- Susanne Lundin; Lynn Åkesson (red). Bodytime: On the Interaction of Body, Identity, and Society. Lund: Lund University Press, 1996.
- Anders Andrén. Between Artifacts and Texts: Historical Archaeology in Global Perspective. New York: Plenum Press, 1998.
- Gunnel Friberg (red). Myth, Might, and Man: Ten Essays on Gamla Uppsala. Stockholm: Riksantikvarieämbetet, 2000.
- Fredrik Lindström. European Studies as a Field of Knowledge: Theoretical, Methodological and Practical Reflections. Lund: Studentlitteratur, 2002.
- Ingalill Snitt; Marita Jonsson. Swedish! Light. Shape. Landscape. Stockholm: Albert Bonniers förlag, 2007.